# Sinquefield Cup 2014
Der Sinquefield Cup 2014 war ein Schachturnier, das vom 27. August bis zum 7. September 2014 im Chess Club and Scholastic Center, heute Saint Louis Chess Club in St. Louis, Missouri stattfand. Das Turnier wurde nach seinem Mäzen, dem amerikanischen Multimillionär Rex Sinquefield (* 1944) und seiner Frau Jeanne benannt. Gespielt wurde ein doppeltes Rundenturnier mit klassischer Bedenkzeit (40 Züge in 90 Minuten, danach 30 Minuten für den Rest der Partie, plus 30 Sekunden pro Zug) mit insgesamt zehn Partien für jeden Teilnehmer. Der Preisfonds betrug 315.000 US-Dollar, von denen der Turniersieger 100.000 erhielt.

## Teilnehmer und Spielstärke
Alle sechs Teilnehmer waren unter den zehn höchsten Schachspielern der FIDE-Elo-Rating-Liste zum Zeitpunkt des Turnierbeginns. Nach diesem FIDE-Ranking belegten sie die Plätze 1, 2, 3, 5, 8 und 9 der Liste. Das Turnier hatte einen Elo-Durchschnitt von 2801,7 und entsprach damit der Turnierkategorie 23. Erwähnenswert ist, dass weder russische Spieler noch der ehemalige Weltmeister Viswanathan Anand teilnahmen. Das Turnier wurde vom Veranstalter als stärkstes Turnier der Schachgeschichte beworben. Diese Aussage, die zwar auf den Elo-Durchschnitt zutrifft, ist jedoch nicht unumstritten, so hält Tim Krabbé das AVRO-Turnier 1938 für stärker.

## Modus
Bei Gleichstand entschied über die Platzierung der direkte Vergleich. Hätte dieser keine Entscheidung gebracht, so wäre als nächstes Kriterium die Anzahl der Gewinnpartien herangezogen worden, bei erneutem Gleichstand die Sonneborn-Berger-Wertung, letztes Wertungskriterium wäre das Koya-System gewesen. Abweichend hiervon wäre bei Gleichstand auf dem ersten Platz ein Schnellschach-Stichkampf gespielt worden.

## Sensation
Für eine Sensation sorgte der damals für Italien startende Fabiano Caruana, der in diesem Turnier in den ersten sieben Runden alle Partien gewann, unter anderem gegen den Weltmeister Magnus Carlsen aus Norwegen. In der achten Runde spielte Caruana gegen Carlsen Remis und sicherte sich damit vorzeitig den Turniersieg. Mit einer Elo-Leistung von 3103 gewann Caruana, der von Vladimir Chuchelov als Sekundant betreut wurde, in dem Turnier 35 Elo-Punkte hinzu.

## Ergebnis-Tabelle
|   | Spieler                             | Elo-Wertung | 01 | 02 | 03 | 04 | 05 | 06 | 01 | 02 | 03 | 04 | 05 | 06 | Punkte | direkter Vergleich |
| - | ----------------------------------- | ----------- | -- | -- | -- | -- | -- | -- | -- | -- | -- | -- | -- | -- | ------ | ------------------ |
| 1 | Fabiano Caruana (Italien)           | 2801        |    | 1  | 1  | 1  | 1  | 1  |    | ½  | 1  | 1  | ½  | ½  | 8½     |                    |
| 2 | Magnus Carlsen (Norwegen)           | 2877        | 0  |    | ½  | ½  | 1  | ½  | ½  |    | ½  | ½  | ½  | 1  | 5½     |                    |
| 3 | Wesselin Topalow (Bulgarien)        | 2772        | 0  | ½  |    | 1  | 0  | 1  | 0  | ½  |    | ½  | ½  | 1  | 5      |                    |
| 4 | Maxime Vachier-Lagrave (Frankreich) | 2768        | 0  | ½  | 0  |    | 1  | ½  | 0  | ½  | ½  |    | ½  | ½  | 4      | 1½                 |
| 5 | Lewon Aronjan (Armenien)            | 2804        | 0  | 0  | 1  | 0  |    | ½  | ½  | ½  | ½  | ½  |    | ½  | 4      | ½                  |
| 6 | Hikaru Nakamura (USA)               | 2787        | 0  | ½  | 0  | ½  | ½  |    | ½  | 0  | 0  | ½  | ½  |    | 3      |                    |